# Givat Hamatos
Givat Hamatos (Hebreeuws: גבעת המטוס, "Vliegtuigheuvel") is een, in de jaren 1990 gestichte Israëlische nederzetting als wijk van de stad Jeruzalem. Givat Hamatos ligt op een heuvel, 814 meter boven het zeeniveau ten zuiden van West-Jeruzalem. Het ligt in Oost-Jeruzalem op de Westelijke Jordaanoever over de Groene grenslijn. Ten oosten van Givat Hamatos loopt de (Israëlische) bypassroad 60, die de nederzettingen verbindt en niet toegankelijk is voor Palestijnen.
Givat Hamatos is over de Groene grenslijn op de Westelijke Jordaanoever gebouwd en omvat ook 688 wooneenheden op privaat Palestijns grondgebied van Beit Safafa. Dit Palestijnse dorp werd in 1967 doormidden gedeeld door de Groene Lijn, maar ligt grotendeels op de Westelijke Jordaanoever. Vervolgens is door de aanleg van een Israëlische 'bypassroad' 60, de Begin highway, dit deel van het dorp nogmaals in tweeën gesplitst.
De annexatie door Israël van Oost-Jeruzalem en zijn omliggende dorpen is door de Veiligheidsraad van de Verenigde Naties in verschillende resoluties veroordeeld.

## Geschiedenis
De stichting van Givat Hamatos begon in 1990 met de plaatsing van caravans en andere tijdelijke bouwsels door de Israëlische regering voor de Ethiopische en Russische immigranten. Er werden veel joden uit Ethiopië naar Israël gehaald, en na het uiteenvallen van de Sovjet-Unie in 1991 kwam er massa-immigratie uit Rusland op gang. Het plan daarachter was om een Joodse meerderheid in Jeruzalem te verzekeren. In samenwerking met toenmalig burgemeester Teddy Kollek werd een plan opgezet om 624 eenvoudige huizen te bouwen. In 1993 werd de bouw van dit Hollanddorp voltooid en kregen alle straten Nederlandse namen.

## Voorgenomen bouwplannen

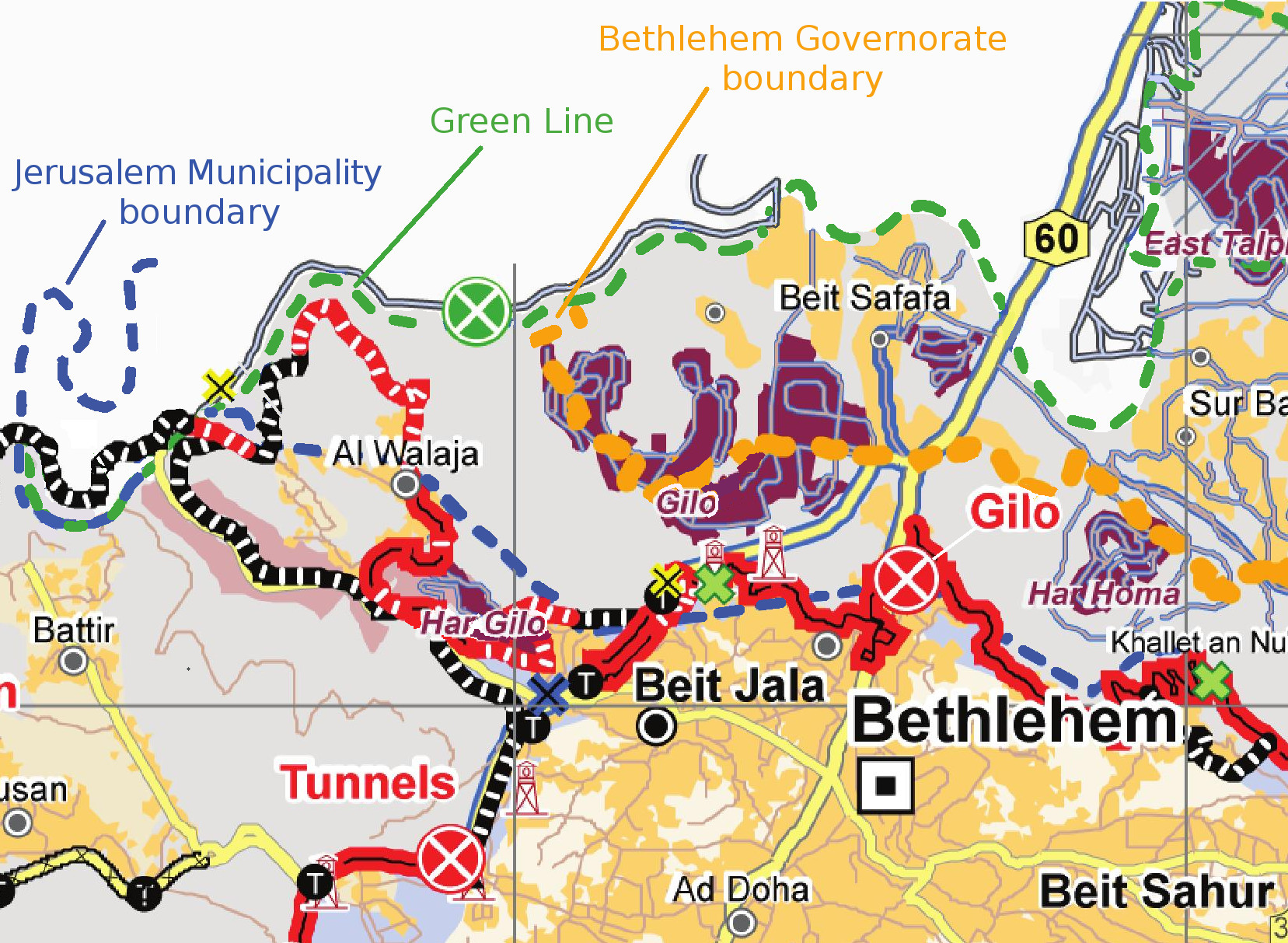
Kaart van de regio rond Beit Safafa met de Walaja Westoeverbarrière, 2011

In 2012 werd door het Jerusalem Center for Public Affairs toestemming gegeven voor uitbreiding van woningen voor Givat HaMatos op landbouwgrond van Al-Walaja. Die bouwplannen in deze nederzettingen riepen in 2012 internationaal veroordelende reacties op, waaronder die van de Verenigde Staten.
De Israëlische regering heeft in oktober 2014 alsnog de bouwplannen uit 2012 voor ruim 2600 woningen goedgekeurd. Deze goedkeuring vond plaats na een 'staakt-het-vuren' met Hamas in 2014.Hiermee zal de ring van Joodse Israëlische nederzettingen, samen met Har Homa en Gilo, op de bezette Westelijke Jordaanoever langzamerhand worden gesloten. Door deze nederzettingen, chechpointes en bijpasswegen zijn Palestijnse dorpen in het gouvernement Bethlehem, waaronder Beit Safafa en Al Walaja, ingesloten en daardoor afgesloten van de rest van het Palestijns gebied en de centrale stad Bethlehem die daardoor op zijn beurt is afgesloten van Oost-Jeruzalem en de Oude Stad. President Barack Obama en onder meer de Franse minister van BZ waarschuwden Israël dat hiermee de tweestatenoplossing bedreigd werd en zeiden te twijfelden aan de wil van Israël om vrede te sluiten met de Palestijnen.
Het Kabinet-Netanyahu V maakte op 15 november 2020 bekend een nieuwe nederzetting te zullen toevoegen met ruim 1257 woningen. Dit plan werd ten zeerste veroordeeld door EU-vertegenwoordiger Josep Borrell, door VN-gezant voor het Midden-oosten, Nikolay Mladenov De Assistent Secretaris-Generaal voor Palestina en de Bezette Arabische gebieden van de Arabische Liga, Saeed Abu Ali, riep de internationale gemeenschap, met name de UN en de Veiligheidsraad, op om dit gevaarlijke nederzettingenproject te verwerpen en te veroordelen.

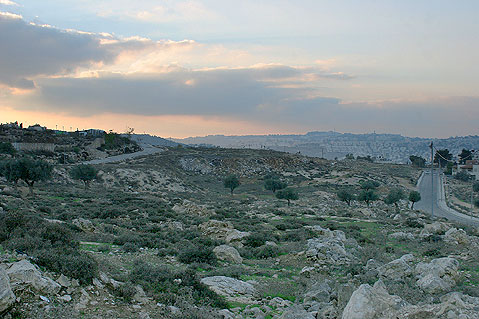
Givat Hamatos, 2007
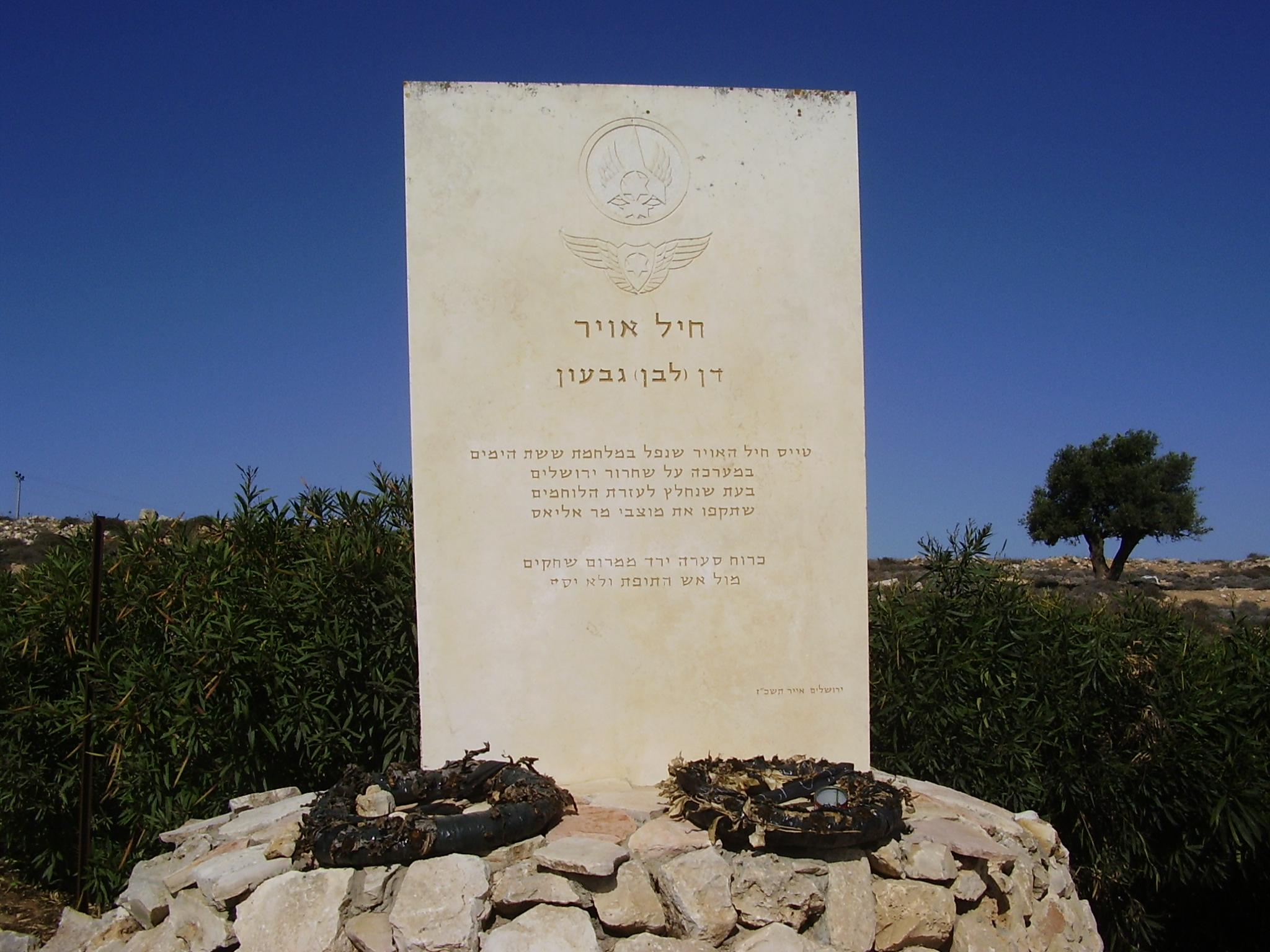
In 2009 door Israël geplaatst monument ter nagedachtenis van de gevallen piloot in de oorlog van 1967